# Gerhard Woitzik
Gerhard Woitzik (* 15. November 1927 in Meleschwitz bei Breslau; † 29. Januar 2023 in Dormagen) war ein deutscher Politiker der Zentrumspartei und bis zum März 2021 Bundesvorsitzender der Partei. Auf dem Bundesparteitag des Zentrums am 27. März 2021 wurde Woitzik zum Ehrenvorsitzenden gewählt.

## Familie und Beruf
Woitzik, der aus Schlesien stammte, war Soldat im Zweiten Weltkrieg. Er kam nach Kriegsende als Heimatvertriebener ins Rheinland. Dort absolvierte er ab 1947 eine Verwaltungslehre. Über Aufstiegskurse kam er in den gehobenen Verwaltungsdienst und arbeitete beim Landschaftsverband Rheinland in Köln. Sein Sohn Hans-Joachim Woitzik (* 1957) gehört ebenfalls der Zentrumspartei an und ist seit 2004 Fraktionsvorsitzender der Partei im Dormagener Stadtrat und seit März 2021 Schatzmeister der Bundespartei.

## Politische Betätigung
Woitzik war von 1974 bis 1986 sowie von 1996 bis 2009 Vorsitzender der Deutschen Zentrumspartei, die eine christlich-sozialkonservative Grundeinstellung vertritt. Ob er oder Alois Degler 2009 bis 2011 Vorsitzender der Partei gewesen ist, war umstritten. Am 19. Februar 2011 wurde der Bundesvorstand der Zentrumspartei neu gewählt und Woitzik als Vorsitzender im Amt bestätigt. Auf dem Bundesparteitag am 27. März 2021 wurde Woitzik zum Ehrenvorsitzenden des Zentrums gewählt; als Vorsitzender der Zentrumspartei folgte ihm der Mediziner Klaus Brall aus Neuss nach.
Woitzik gehörte seit den 1950er Jahren dem Gemeinderat von Nievenheim an und war bis zur Eingemeindung nach Dormagen 1975 Bürgermeister der Gemeinde. Danach war er in Dormagen Mitglied des Stadtrats, zeitweilig zweiter Bürgermeister und bis 2004 Fraktionsvorsitzender. Ab 1999 saß er auch im Kreistag des Rhein-Kreises Neuss. Zu den Kommunalwahlen 2020 trat Gerhard Woitzik nicht mehr an. Im Sommer 2020 gab er außerdem den örtlichen Parteivorsitz an seinen Sohn Hans-Joachim Woitzik ab.